# جميل عرفات
جميل عرفات (ق. 1933 - 28 يناير 2022) كاتب ومُؤرّخ فلسطيني اهتم بالتاريخ الفلسطيني، في بداية حياته المهنية عمل مدرسًا وفيما بعد مديرًا، وبعد تقاعده، أصدر قرابة ال20 كتاباً معظمها عن التاريخ الفلسطيني والقرى المهجرة التي تحولت لمصدر لتعرف على تاريخ ونكبة فلسطين.
هناك الكثير من الكتب التعليمية قسم منها يدرس في المدارس العربية منها: الخريطة والمنطقة الطبيعية، الزيت والزيتون، الولايات المتحدة، الاتحاد السوفييتي، اليابان وأيضا كتب ترجمت للعبريه منها أوروبا الغربية، الهند، جيران، أرض إسرائيل.
وأما الكتب التاريخية فمنها: مسارات في الجليل والجولان، الناصره مدينتي، من قرانا المهجره في الجليل، قرى وعشائر قضاء بيسان، مدن وقرى الكرمل، القرى ألمهجره في الحدود الشمالية، معالم الطريق من بيت المقدس إلى البيت العتيق بالاشتراك مع خالد عزايزه، تدنيس المقدسات بالاشتراك مع مؤسسة حقوق الإنسان وغيرها.

## وفاته
توفي يوم الجمعة 25 جمادى الآخرة 1443 هجريًّا الموافق 28 يناير 2022 ميلاديًّا عن عمر ناهز 89 عامًا.